# محوطه کرکبودکهنه
محوطه کرکبودکهنه مربوط به دوره صفوی است و در شهرستان الیگودرز، بخش بشارت، دهستان پیشکوه ذلقی، ۱۰۰ متری غرب روستای کرکبود واقع شده و این اثر در تاریخ ۱۸ اسفند ۱۳۸۷ با شمارهٔ ثبت ۲۵۲۵۶ به‌عنوان یکی از آثار ملی ایران به ثبت رسیده است.